# Michelangelo Anselmi
Michelangelo Anselmi (Lucca, 1492 – Parma, 1556), dit també lo Scalabrino, va ser un pintor italià de l'escola de Parma.

## Biografia
La seua família va traslladar-se de Lucca a Siena vers el 1500 i l'any 1511 és citat per primera vegada a la ciutat toscana com a pintor. Alumne de Sodoma i de Bartolomeo Neroni, també va acusar la influència de Beccafumi. Es conserven només dues de les seues obres a Siena, un fresc a l'església de Fontegiusta i una fusta de la Sagrada Família a la Pinacoteca Nacional, atribuïda també a Neroni.
Vers l'any 1515, se'n va anar a Parma, la ciutat natal de son pare Antonio, i hi va ser catalogat com a pintor des del 1520: a partir d'aquest any, Anselmi va treballar sempre a Parma, llevat de breus estades a Venècia el 1538, a Màntua el 1542, a Siena el 1544 i de nou a Venècia el 1546.
Les seues primeres obres importants a Parma van ser: 
- els frescos (1522-1523) dels costats i dels absis del transsepte i de les dues capelles de l'església de Sant Joan Evangelista, mentre que Parmigianino va treballar en les capelles laterals i Correggio va pintar el fresc de la volta;
- va seguir una  Conversa Sagrada l'any 1526 a la catedral,
- una Mare de Déu amb l'Infant en glòria i els sants Esteve i Joan Baptista vers el 1535 per a l'església de Sant Esteve, requisada pels francesos l'any 1803 i que actualment es conserva al Museu del Louvre,
- els frescos de l'església de Sant Bartomeu a Busseto el 1538,
- el fresc de la Coronació de la Mare de Déu a l'absis de l'església de Santa Maria della Steccata, de 1540 a 1542,
- sobre dibuixos de Giulio Romano, uns frescos a la Catedral, una Adoració dels Mags i els Quatre profetes de 1554 a 1556, acabats després de la seua mort per Bernardino Gatti.

## Estil
En les seues obres parmesanes, Anselmi resta fidel a la formació rebuda a Siena, derivada del Sodoma i de Beccafumi, però hom pot resseguir-ne també les influències de Fra Bartolomeo i Andrea del Sarto.
A partir de 1520 domina la influència de Correggio, amb qui va col·laborar als frescos de la Catedral, unificant la cultura clàssica sienesa amb l'harmonia sensual correggesca. En les seues obres tardanes emergeixen elements manieristes derivats de Giulio Romano, tot i sobresortir l'estil sienès-correggesc.
Les composicions d'Anselmi són dinàmiques, executades sobre la base d'un dibuix sòlid i de les recerques d'efectes de colors càlids i brillants; des de la dècada del 1530, va enfortir la relació llum–color i la plasticitat de les figures, amb un major interès pel paisatge i la profunditat espacial.

## Obres
- Busseto, església de Sant Bartomeu, frescos
- Lakewiew, Estats Units d'Amèrica, Lakewiew Museum, Crist i la Samaritana
- Milà, Pinacoteca de Brera, Els sants Jeroni i Caterina
- Màntua, Col·lecció privada, Sagrada Família i santa Isabel,
- Mòdena, Galleria Estense, Sagrada Família i dos sants
- Múnic, Alte Pinakothek, Mare de Déu amb l'Infant en glòria i dos sants
- Nàpols, Gallerie Nazionali de Capodimonte: Els sants Clara i Antoni, Mare de Déu amb l'Infant, Sagrada Família, Mare de Déu amb l'Infant i dos sants, Retrat de Bernardo da Castelbolognese, Retrat de sastre
- París, Museu del Louvre, Mare de Déu amb l'Infant i dos sants
- Parma, Catedral, Mare de Déu amb l'Infant i quatre sants
- Parma, Mare de Déu della Steccata, frescos a l'absis i el cor
- Parma, Palau Calatta, frescos
- Parma, Sant Joan Evangelista, Crist portant la Creu, Sant Sebastià, Sant Joan Baptista, frescos
- Parma, Galleria Nazionale, Sant Pere màrtir, Mare de Déu amb l'Infant, Sagrada Família, Mare de Déu amb l'Infant en glòria i quatre sants
- Parma, Oratorio della Concezione, frescos a la volta en col·laboració amb Francesco Maria Rondani
- San Secondo Parmense, castell, frescos
- Siena, Pinacoteca Nazionale, Sagrada Família
- Siena, església de Fontegiusta, Circumcisió, fresc
- Soragna, Carzeto, església de sant Joan Baptista, Mare de Déu amb l'Infant i dos sants
- Tizzano Val Parma, Casa Galvana, església de Sant Miquel Arcàngel, Mare de Déu amb l'Infant i tres sants
- Washington DC, National Gallery, Apol·lo i Màrsies